# Razia Barakzai
Razia Barakzai (Afeganistão, 1995) é uma ativista afegã dos direitos das mulheres. Ela foi nomeada uma das 100 mulheres da BBC em 2021 por seu trabalho na liderança dos primeiros protestos de mulheres contra o Talibã, em agosto de 2021, após a tomada do Afeganistão naquele mesmo mês.

## Infância e educação
Razia Barakzai nasceu na província de Farah, no Afeganistão. Ela foi a única filha de seus pais pashtuns; sua mãe era dona de casa, enquanto seu pai era comandante das Forças de Segurança Afegãs. Ela frequentou a Universidade Herat, onde estudou ciências políticas, e obteve seu mestrado na Universidade de Cabul.

## Carreira
No final da década de 2010, Razia era a única provedora de sua família. Ela trabalhou como professora universitária em Cabul e para a Comissão Eleitoral Independente do Afeganistão no palácio presidencial. Durante o seu tempo na comissão, cinco dos seus projetos sugeridos foram aprovados, incluindo propostas para parques da paz nas províncias de Herat e Nangarhar e a criação de sistemas online com os quais os utilizadores podiam apresentar queixas e petições ao governo. Seu último dia de trabalho no palácio presidencial foi em 15 de agosto de 2021, quando todos os trabalhadores foram convidados a sair para sua própria segurança; o Talibã assumiu o prédio mais tarde, naquele dia.

## Ativismo
Em 16 de agosto de 2021, após a tomada do Afeganistão pelos talibãs, Razia Barakzai e duas outras mulheres lideraram os primeiros protestos femininos contra o novo governo na Praça Zanbaq, perto do palácio presidencial. Na sequência, ela foi presa e espancada. Online, Razia iniciou a hashtag #AfghanWomenExist (#MulheresAfegãsExistem) para organizar manifestações presenciais. Ela continuou a participar nos protestos em Setembro de 2021, em resposta a declarações que sugeriam que as mulheres não poderiam ocupar cargos no novo governo. Durante estes protestos, ela relatou ter sido atingida na cabeça pelas forças talibãs e que gás lacrimogêneo e spray de pimenta foram usados contra os manifestantes.
Razia e outros organizadores online declararam 10 de outubro de 2021 como o Dia Mundial da Solidariedade das Mulheres com as Mulheres Afegãs. Em dezembro de 2021, Razia participou de protestos em torno dos direitos das mulheres ao trabalho e ao estudo e à necessidade de ajuda financeira.
No final de 2021, Razia fugiu do Afeganistão devido a ameaças de morte feitas contra ela pelos talibãs. Ela viajou primeiro para Mexede, no Irã, mas mudou-se depois de perceber que ainda estava sendo vigiada. Ela continuou a mudar de local enquanto continuava a receber ameaças de morte.
No início de novembro de 2022, Razia ajudou a organizar uma campanha de redação de cartas dirigida ao Conselho de Segurança das Nações Unidas, instando o órgão a tomar medidas para ajudar as mulheres afegãs. Ela criticou a vice-secretária-geral da ONU, Amina Mohammed, e a enviada especial dos EUA para as mulheres, meninas e direitos humanos afegãos, Rina Amiri, por se reunirem com funcionários talibãs ou por sugerirem que os talibãs poderiam ser validados como o governo legítimo do Afeganistão.
Em julho de 2023, Razia Barakzai morava no Paquistão com parentes. Ela manteve contato com ativistas no Afeganistão e continuou a manifestar-se contra as políticas talibãs, como o encerramento de salões de beleza para mulheres.